# Saeed Juma
Saeed Juma Hasan Juma Alsaadi, meglio noto come Saeed Juma (in arabo سعيد جمعة‎?; al-'Ayn, 8 luglio 1998), è un calciatore emiratino, difensore dell'Al-Bataeh.

## Carriera
Saeed Juma cresce calcisticamente nel settore giovanile dell'Al-Ain. Il 29 Aprile 2017, Saeed Juma ha fatto il suo debutto da professionista con l'Al-Ain contro l' Al-Wahda nella UAE Pro-League.

## Palmarès

### Club

#### Competizioni nazionali
- UAE Arabian Gulf League: 2 :

Al-Ain: 2017-2018, 2021-2022
- UAE Arabian Gulf Cup: 1 :

Al-Ain: 2021-2022
- Coppa del Presidente degli Emirati Arabi Uniti: 1 :

Al-Ain: 2017-2018

#### Competizioni internazionali
- AFC Champions League: 1

Al-Ain: 2023-2024